# ستيف وارد (رجل أعمال)
ستيف وارد (بالإنجليزية: Steve Ward)‏ هو شخصية أعمال أمريكي، ولد في 1955.